# (5220) Vika
(5220) Vika (1979 SA8) – planetoida z pasa głównego asteroid okrążająca Słońce w ciągu 3,42 lat w średniej odległości 2,27 j.a. Odkryta 23 września 1979 roku.